# Čaglin
Čaglin est un village et une municipalité située en Slavonie, dans le comitat de Požega-Slavonie, en Croatie. Au recensement de 2001, la municipalité comptait 3 386 habitants, dont 82,16 % de Croates et 11,16 % de Serbes ; le village seul comptait 677 habitants.

## Localités
La municipalité de Čaglin compte 31 localités :
| - Čaglin - 677 - Darkovac - 14 - Djedina Rijeka - 165 - Dobra Voda - 12 - Dobrogošće - 11 - Draganlug - 5 - Duboka - 72 - Imrijevci - 51 - Ivanovci - 18 - Jasik - 3 - Jezero - 13 - Jurkovac - 33 - Kneževac - 96 - Latinovac - 84 - Migalovci - 146 - Milanlug - 243 | - Mokreš - 22 - Nova Lipovica - 48 - Nova Ljeskovica - 668 - Novi Zdenkovac - 9 - Paka - 61 - Ruševo - 310 - Sapna - 90 - Sibokovac - 53 - Sovski Dol - 155 - Stara Ljeskovica - 16 - Stari Zdenkovac - 46 - Stojčinovac - 7 - Veliki Bilač - 49 - Vlatkovac - 121 - Vukojevica - 88 |